# 십대의 세계
《십대의 세계》(영어: Teens world)는 대한민국의 웹드라마다.